# لین شلتون
لین شلتون (انگلیسی: Lynn Shelton؛ زادهٔ ۲۷ اوت ۱۹۶۵ – درگذشته ۱۵ مه ۲۰۲۰) کارگردان، فیلم‌نامه‌نویس، و تهیه‌کننده اهل ایالات متحده آمریکا بود. او در ۱۵ مه سال ۲۰۲۰ در سن ۵۴ سالگی پس از یک دوره بیماری در گذشت.

## فیلم‌شناسی
از فیلم‌ها یا برنامه‌های تلویزیونی که وی در آن نقش داشته‌است می‌توان به آثار زیر اشاره کرد.

### به عنوان کارگردان
- مد من تلویزیونی
- بن و کیت تلویزیونی
- دختر جدید (مجموعه تلویزیونی)
- بی‌شرم (مجموعه تلویزیونی آمریکایی)

### به عنوان تدوینگر
- هدا گابلر (۲۰۰۴)